# Свети Георги Крионеритис
„Свети Георги“ (на гръцки: Αγίου Γεωργίου) е средновековна манастирска църква в град Сяр, Егейска Македония, Гърция. В духовно отношение е подчинена на Сярската и Нигритска митрополия на Църквата на Гърция.

## Местоположение
Църквата е разположена в източния квартал на Сяр Агии Анаргири, разположен на левия бряг на Серовица, на пътя за Ай Янис. Наречен е Крионеритис, тоест Студеноводни, поради извора, който някога е бил разположен край него.

## История
Манастирът е основан преди 1298 година. В 1344 година става метох на манастира „Свети Йоан Предтеча“, дарен от Ипомони, съпруга на архонта на Сяр Сакелариос Мурмурас. Манастирът е силно повреден от турците през 1572 г., когато е разбит елегантния му купол, заменен от полусферичен таван, покрит от външната страна с четириъгълен пирамидален покрив. Вероятно корпусът е ремонтиран в 1864 година, както свидетелства надпис на камък на западната външна страна на паметника. С голяма стойност са две исони – „Богородица с Детето Исус“ от 1694 година и „Христос Вседържител“, дело на монаха Акакий.
Няколко икони от 1864 година - „Благовещение Богородично“, „Свети Йоан Предтеча“, „Св. св. Константин и Елена“, „Света Троица“ и „Свети Димитър“, са дело на зографа Яков Мелникли. Иконата на „Свети Илия“ (1867) в параклиса „Свети Димитър“ е дело на монах Йеремия.
В 1962 година църквата е обявена за защитен паметник на културата.
- Стенописи